# Traité d'amitié sino-russe de 2001
 (août 2022).
La mise en forme du texte ne suit pas les recommandations de Wikipédia : il faut le « wikifier ».
Les points d'amélioration suivants sont les cas les plus fréquents. Le détail des points à revoir est peut-être précisé sur la page de discussion.
- Les titres sont pré-formatés par le logiciel. Ils ne sont ni en capitales, ni en gras.
- Le texte ne doit pas être écrit en capitales (les noms de famille non plus), ni en gras, ni en italique, ni en « petit »…
- Le gras n'est utilisé que pour surligner le titre de l'article dans l'introduction, une seule fois.
- L'italique est rarement utilisé : mots en langue étrangère, titres d'œuvres, noms de bateaux, etc.
- Les citations ne sont pas en italique mais en corps de texte normal. Elles sont entourées par des guillemets français : « et ».
- Les listes à puces sont à éviter, des paragraphes rédigés étant largement préférés. Les tableaux sont à réserver à la présentation de données structurées (résultats, etc.).
- Les appels de note de bas de page (petits chiffres en exposant, introduits par l'outil «  Source ») sont à placer entre la fin de phrase et le point final[comme ça].
- Les liens internes (vers d'autres articles de Wikipédia) sont à choisir avec parcimonie. Créez des liens vers des articles approfondissant le sujet. Les termes génériques sans rapport avec le sujet sont à éviter, ainsi que les répétitions de liens vers un même terme.
- Les liens externes sont à placer uniquement dans une section « Liens externes », à la fin de l'article. Ces liens sont à choisir avec parcimonie suivant les règles définies. Si un lien sert de source à l'article, son insertion dans le texte est à faire par les notes de bas de page.
- La présentation des références doit suivre les conventions bibliographiques. Il est recommandé d'utiliser les modèles {{Ouvrage}}, {{Chapitre}}, {{Article}}, {{Lien web}} et/ou {{Bibliographie}}. Le mode d'édition visuel peut mettre en forme automatiquement les références.
- Insérer une infobox (cadre d'informations à droite) n'est pas obligatoire pour parachever la mise en page.

Pour une aide détaillée, merci de consulter Aide:Wikification.
Si vous pensez que ces points ont été résolus, vous pouvez retirer ce bandeau et améliorer la mise en forme d'un autre article.
Le "Traité de bon voisinage et de coopération amicale entre la république populaire de Chine et la fédération de Russie" (abrégé en FCT pour 中俄睦邻友好合作条约) est un traité stratégique de 20 ans qui a été signé par les dirigeants des deux puissances internationales, respectivement Jiang Zemin et Vladimir Poutine, le 16 juillet 2001. Le 28 juin 2021, la Russie et la Chine ont prolongé le traité de 5 ans avant qu'il n'arrive à expiration en février 2022,.
| Traité d'amitié sino-russe de 2001                          |
| Jiang Zemin et Vladimir Poutine après avoir signé le traité |
| ----------------------------------------------------------- |

## Aperçu
Le traité définit les grandes lignes qui doivent servir de base aux relations pacifiques, à la coopération économique, ainsi qu'à la confiance diplomatique et géopolitique. L'article n°9 du traité stipule que "Lorsqu'une situation se présente dans laquelle l'une des parties contractantes estime que la paix est menacée et compromise ou que ses intérêts en matière de sécurité sont en jeu ou lorsqu'elle est confrontée à une menace d'une agression, les parties contractantes procéderont immédiatement à des contacts et à des consultations afin d'éliminer ces dites menaces."  D'autres articles (Article n°7 et n°16) indiquent un renforcement de la coopération militaire, notamment le partage du "savoir-faire militaire" (Article 16), à savoir l'accès chinois à la technologie militaire russe.
Le traité prévoit également une approche mutuelle et coopérative en matière de réglementation des technologies environnementales et des économies d'énergie ; ainsi qu'en matière de finance et de commerce international. Le texte affirme la position de la Russie sur Taïwan comme "une partie inaliénable de la Chine" (Article n°5), et souligne l'engagement à garantir "l'unité nationale et l'intégrité territoriale" des deux pays (Article n°4). Le traité comprend une clause de non-utilisation en premier lieu d'armes nucléaires par les deux nations l'une contre l'autre.
Selon Paul Stronski et Nicole Ng de la Fondation Carnegie pour la paix internationale, "la plus grande menace pour l'Occident du partenariat sino-russe émane de leurs efforts pour ajuster le système international à leur avantage".

## Motifs
Les analystes ont attribué à plusieurs facteurs les motivations et les avantages mutuels perçus du traité bilatéral.

### Chine
- La Chine souhaite développer et moderniser ses forces armées, dont une grande partie reste obsolète. [Passage à actualiser] Ce processus peut être accéléré grâce à la formation et à la technologie militaires russes.
- La Chine souhaite obtenir un niveau stable, constant et abordable d'importation de carburant, en particulier de pétrole. Cet objectif peut être mieux atteint par l'achat et la livraison de pétrole russe, notamment la construction d'un oléoduc Sibérie orientale-océan Pacifique[6].
- La Chine souhaite obtenir un soutien pour sa position à l'égard de Taiwan.[réf. nécessaire]

### Russie
- La Russie s'efforce d'obtenir des sources de capitaux, dont elle a besoin à la suite de graves pertes subies par les spéculateurs internationaux au cours du processus de dissolution de l'Union soviétique [Passage à actualiser] . Cet effort peut être considérablement aidé par l'utilisation de capitaux chinois. En conséquence:
  - La Russie veut trouver des sources d'emploi pour sa main-d'œuvre qualifiée.
  - La Russie veut vendre sa technologie et son expertise militaire.
  - La Russie veut vendre ses importantes réserves de pétrole et de gaz naturel.
- La Russie reçoit l'assurance que l'expansion de son influence économique chinoise dans l'espace post-soviétique ne s'oppose pas à l'influence politique russe[4].

### Concurrence économique avec les États-Unis, le Japon et l'UE
Les États-Unis, le Japon et l'Union européenne sont les trois puissances économiques qui disposent d'une main-d'œuvre qualifiée et d'un accès aux capitaux. La Russie et la RPC peuvent rivaliser plus efficacement avec ces puissances dans l'économie mondiale, la Russie ayant accès aux capitaux chinois et la Chine ayant accès à la formation et à la technologie russes.